# Donyet
Un donyet o duendo és un esperit fantàstic, imaginat per la superstició popular, que habita en certes cases o en certs paratges, turmenta la gent durant el son i causa alteracions i desordes. Se'l considera un tipus de follet, no tan petit com la majoria, que es dedica a anar a sobre de les crineres dels cavalls i conduir-los sols a les nits. Els encanta la velocitat.
Tradicionalment van vestits amb faixa, un jupetí i un mocador lligat al cap amb un esquellerinc (picarol) a l'extrem i es considera que viuen a les llars de la gent modesta. En els pobles valencians de Relleu (la Marina Baixa) i La Torre de les Maçanes (l'Alacantí) es parla de cerdets, un tipus de donyet que apareix de nit i al qual li agrada molt muntar a cavall i espantar els genets.